# Луна-2015
«Луна-2015» — эксперимент по имитации пилотируемого полёта на Луну, проведённый Россией 27 октября — 4 ноября 2015 года. Эксперимент реализовал Институт медико-биологических проблем РАН. В ходе эксперимента экипаж, состоящий из 6 девушек, провёл 8 дней в замкнутом пространстве. Научный руководитель проекта «Луна-2015» Сергей Пономарев.

## Цель эксперимента
Эксперимент был направлен на изучение особенностей адаптации женского организма в условиях изоляции в гермообъекте с целью подготовки к отправке женского экипажа к Луне.

## Место проведения
В специальном комплексе, в котором ранее проводили эксперимент Марс-500. Комплекс рассчитан на 6 мест, однако желающих было десять.

## Состав экипажа
Командир экипажа — кандидат биологических наук Елена Лучицкая. В экипаж также входили Полина Кузнецова, Дарья Комиссарова, Анна Куссмауль (к.б.н.), Татьяна Шигуева и Инна Носикова.

## Облёт Луны
Елена Лучицкая и Полина Кузнецова позднее стали кандидатами на участие в эксперименте, начавшемся 7 ноября 2017, целью которого была имитация полёта к Луне.